# Morasko

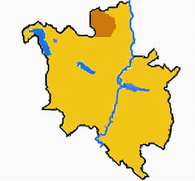
Morasko (màu nâu) trong Poznań.

Morasko [mɔˈraskɔ] là một phần của quận Stare Miasto của Poznań, ở phía tây Ba Lan. Nó bao gồm một khu vực khá lớn nhưng ít đô thị hóa ở phía bắc của thành phố. Ở phía tây và phía bắc, nó giáp với làng và đô thị của Suchy Las, một khu vực đang phát triển của nhà ở ngoại ô. Ở phía đông của Morasko là các khu phố của Umultowo và Radojewo, và về phía nam là khu dân cư được xây dựng dày đặc của Piątkowo.
Đối với các mục đích hành chính, Morasko là một phần của quận của Morasko-Radojewo.

## Lịch sử

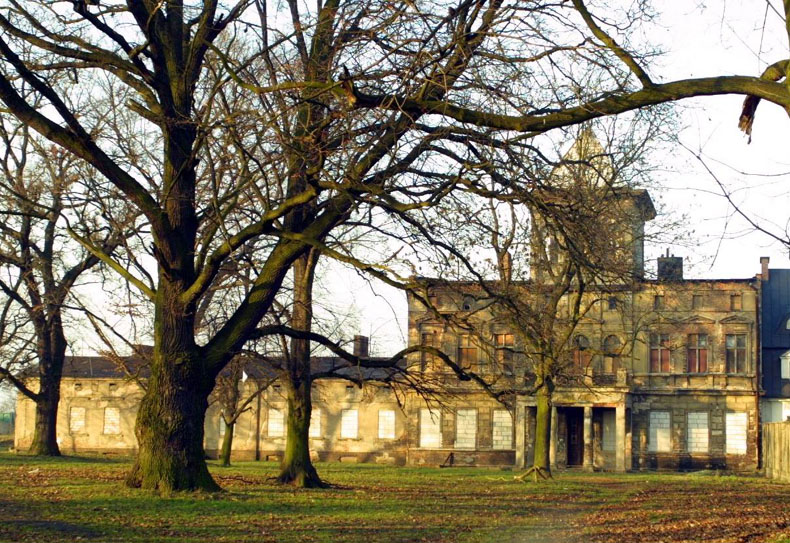
Một phần của căn biệt thự.

Morasko được đề cập lần đầu tiên vào năm 1388, thuộc về giáo xứ Chojnica, mặc dù có lẽ có một khu định cư ở đó sớm nhất là vào thế kỷ thứ 11. Một nhà thờ bằng gỗ được xây dựng tại ngôi làng (lúc đó là Morawsko) vào năm 1403 và nó hoạt động như một giáo xứ riêng biệt trong một thời gian, nhưng vào năm 1507, nó được tái hợp lại thành giáo xứ Chojnica.

## Địa lý
Ngôi làng Morasko và các khu vực lân cận (đặc biệt là những khu vực của Huby Moraskie ở phía nam) đã được sáp nhập vào thành phố Poznań vào năm 1987. Ngôi làng hiện nằm gần ranh giới phía bắc của thành phố. Ở phía đông nam của khu vực Morasko rộng hơn là một quần thể các tòa nhà thuộc Đại học Adam Mickiewicz, được sử dụng chủ yếu cho giảng dạy khoa học tự nhiên.
Phía tây làng Morasko là khu bảo tồn thiên nhiên Morasko, một khu vực rừng chứa một nhóm các vùng trũng được cho là miệng núi lửa. Cũng trong khu bảo tồn này là Góra Moraska (Đồi Morasko), nơi có đỉnh là điểm cao nhất của Poznań, với độ cao 157 mét (515 ft). Một đại lộ với cây xanh dọc theo con đường dẫn từ làng đến khu bảo tồn được chỉ định là một di tích tự nhiên.

## Hình ảnh

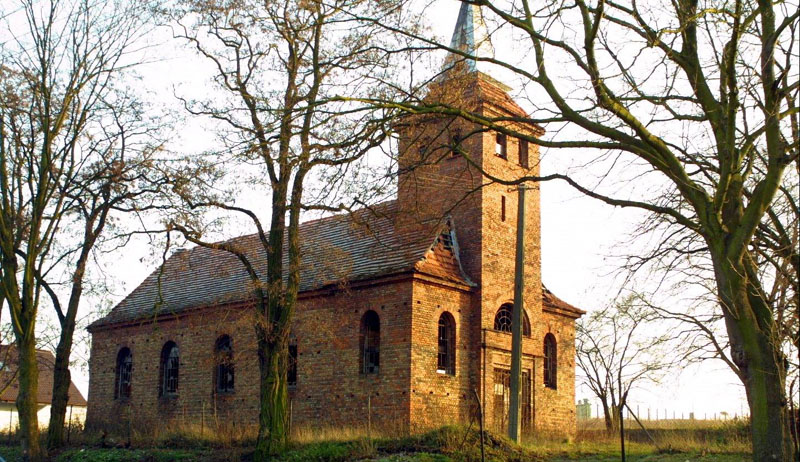
Nhà thờ Công giáo bị phế truất.
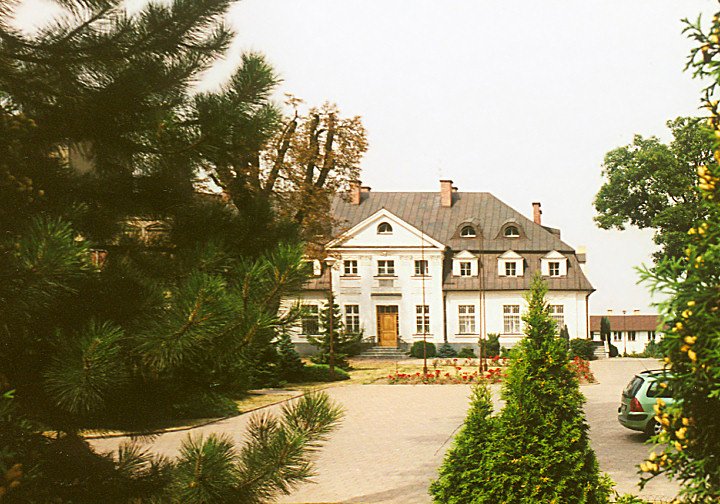
Convent trong biệt thự cũ.
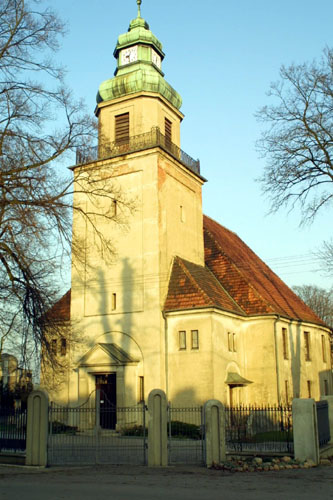
Nhà thờ Tin lành trước đây, nay là nhà thờ giáo xứ Công giáo.